# Airwolf
Airwolf je americký televizní seriál o tajném vojenském vrtulníku z období studené války. Natočen byl v letech 1984 až 1987.

## Děj
Doktor Charles Henry Moffet navrhl pro CIA supermoderní vrtulník "Airwolf". Avšak záhy po jeho dokončení, při předváděcím letu doktor vrtulník unáší a zběhne s ním. Odnož CIA zvaná F.I.R.M vyhledá jediného druhého testovacího pilota, který je tou dobou na odpočinku "Stringfellow Hawka" aby pro ně vrtulník ukradl zpět. Což se mu spolu s přítelm Dominicem Santinim podaří. Po návratu do USA jej však odmítne F.I.R.M vrátit, a odevzdání podmiňuje tím, že CIA vypátrá a přiveze zpět domů jeho bratra "Singina Hawka", který se ztratil během války ve Vietnamu a je považován za nezvěstného. Do doby, než bude nalezen, ukryje String vrtulník, ale přislíbí, že je bude pro CIA a její operace neoficiálně používat. Ta na dohodu přistoupí, a Stringa se Santinim zásobuje náhradními díly i municí pro "Airwolfa".

## Obsazení
| Jan-Michael Vincent | Stringfellow Hawke            |
| Ernest Borgnine     | Dominic Santini               |
| Jean Bruce Scott    | Caitlin O'Shannessy           |
| Alex Cord           | Michael Coldsmith Briggs III. |
| Deborah Pratt       | Marella                       |

## Seznam dílů
| Řada | Díly | Premiéra v USA | Premiéra v USA  | Premiéra v ČR  | Premiéra v ČR |
| Řada | Díly | První díl      | Poslední díl    | První díl      | Poslední díl  |
| ---- | ---- | -------------- | --------------- | -------------- | ------------- |
| 1    | 11   | 22. ledna 1984 | 14. dubna 1984  | 22. dubna 1996 | vysíláno      |
| 2    | 22   | 22. září 1984  | 13. dubna 1985  | vysíláno       | vysíláno      |
| 3    | 22   | 28. září 1985  | 29. března 1986 | vysíláno       | vysíláno      |
| 4    | 24   | 23. ledna 1987 | 7. srpna 1987   | vysíláno       | vysíláno      |

## Zajímavosti

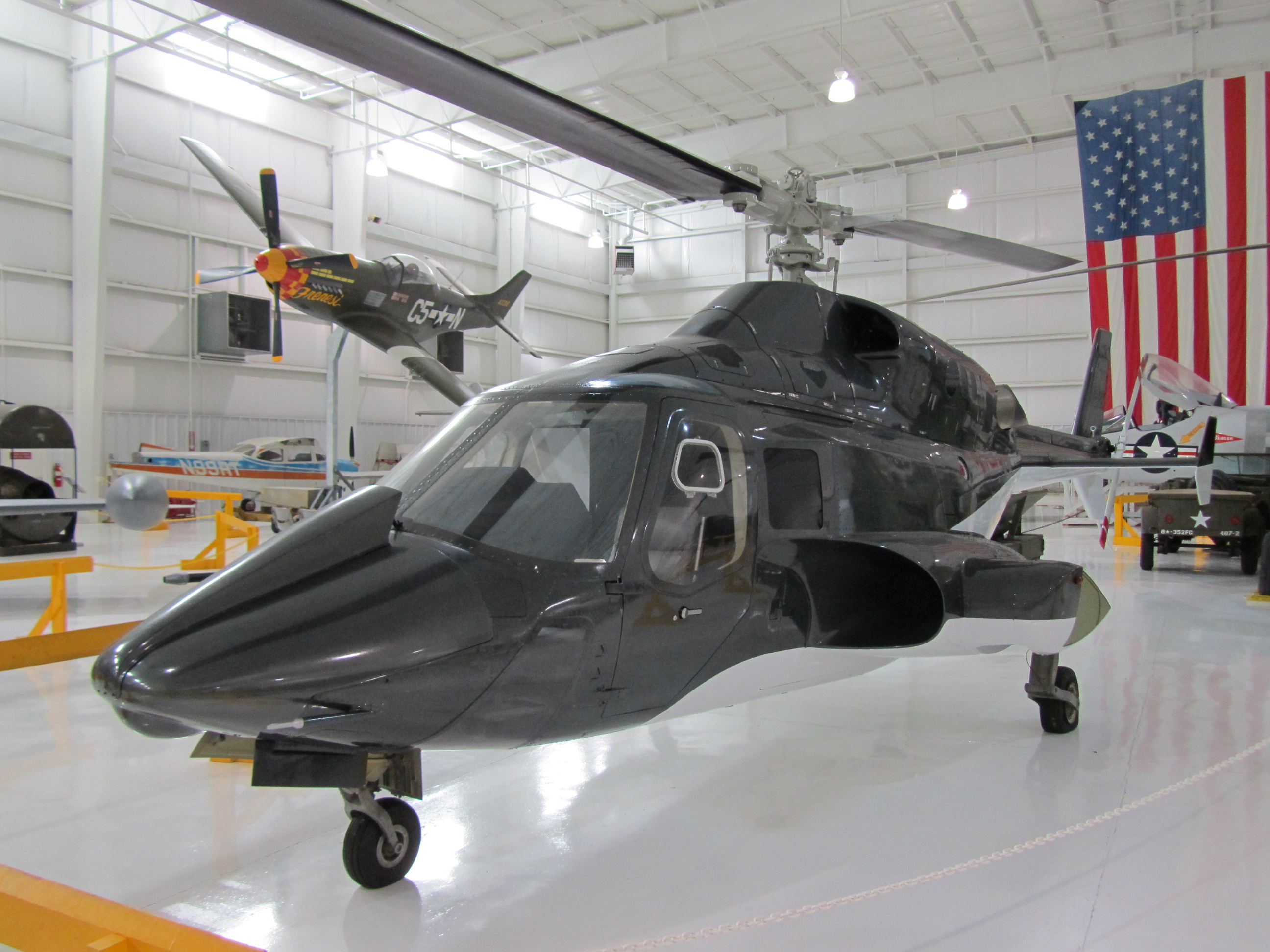
Replika vrtulníku Airwolf

V seriálu je používán vrtulník Bell 222 s fiktivními úpravami, jako jsou výkonné zbraně nebo tryskové motory umožňující let nadzvukovou rychlostí.

## Technické specifikace

### Dolet
- 950 mil (tříčlenná osádka)
- 1450 mil (dvoučlenná osádka)
- Schopnost doplňovat palivo za letu

### Dostup
- 11 000 stop (3 400 m)
- 89 000 stop (přetlakovaná kabina)

Třetí sezóna
- 100 000 stop (přetlakovaná kabina)

### Rychlost
- 300 kn (560 km/h; 350 mph) (konvenční let)
- Mach 1+ (urychlovače)
- Mach 2 (max. rychlost)

### Závěsníky
- 40mm kanón (×2)
- 30mm kanón (×4)

kadence – 4000 střel za minutu

### Rakety
První sezóna:
- AGM-12 Bullpup
- AIM-9 Sidewinder
- AIM-95 Agile
- AGM-45 Shrike
- AGM-114 Hellfire
- bomby Paveway

Druhá až čtvrtá sezóna:
- M712 Copperhead (×6)
- FIM-43 Redeye (×12)
- AGM-114 Hellfire (×6)
- AIM-4 Falcon (×4)

Čtvrtá sezóna:
- červený laser

### Obranné systémy
- Odpalovače klamných cílů
- Dipólové odražeče na radarem naváděné střely
- Pancíř chránící trup proti střelám malého kalibru
- Palubní radarový systém sledující profil terénu a umožňující

provést let mezi překážkami
- Rušič a vychylovač radarových a radiových vln
- Povrch absorbující 90% radarového záření (vlastnosti technologie stealth)

Srovnání Airwolfa s běžným Bell 222
|              | Bell 222               | Airwolf                                                           |
| ------------ | ---------------------- | ----------------------------------------------------------------- |
| Osádka       | 2 piloti               | 2-3 (piloti a zbraňový technik)                                   |
| Cestující    | 5-6                    | 1                                                                 |
| Délka        | 15,10 m (49,54 stop)   | 15,10 m (49,54 stop)                                              |
| Výška        | 3,56 m (11,68 stop)    | 3,56 m (11,68 stop)                                               |
| Hmotnost     | 2 066 kg (4 555 liber) | Žádná data                                                        |
| Rychlost     | 240 km / h (149 mph)   | 555 km / h (345 mph) konvenční let, Mach 2 s přídavným spalováním |
| Dolet        | 600 km (373 mil)       | 1 530-2 330 km (950–1 450 mil)                                    |
| Dostup       | 3 900 m (12 800 ft)    | 30 480 m (100 000 ft)                                             |
| Motory (2 ×) | 618 hp (461 kW)        | Žádná data                                                        |